# Santa Cruz (Chili)
Pour les articles homonymes, voir Santa Cruz.
Santa Cruz est une ville et une commune du Chili faisant partie de la province de Colchagua, elle-même rattachée à la région O'Higgins. En 2012, sa population s'élevait à 35 255 habitants. La superficie de la commune est de 420 km2 (densité de 84 hab./km2). La commune est créée en 1891. La ville est arrosée par le rio Tinguiririca qui se jette dans le lac Rapel. Santa Cruz est un gros centre agricole producteur de vins et de fruits,.
Santa Cruz bénéficie d'un climat méditerranéen, chaud en été et froid en hiver avec des précipitations abondantes. La commune se trouve à environ 147 kilomètres au sud-ouest de la capitale Santiago et 34 kilomètres à l'est de San Fernando capitale de la Province de Colchagua.

Position de Santa Cruz (en rouge) au sein de la Province de Colchagua.